# Innere Bremse
Die Innere Bremse bezeichnet in der Pädagogischen Psychologie sowie der Verkehrspädagogik einen gelernten innermenschlichen Mechanismus, der im Gefühlserleben ein Absinken des Erregungspegels bewirkt. Dieser kann sich (negativ) als ungewollte Angsthemmung unangenehm bemerkbar machen, aber auch (positiv) als gewollte Verlangsamung schädlicher Gefühlsausbrüche legitimieren. In der Lebenswirklichkeit muss zwischen den beiden Kontrahenten, eine innere Bremse zu setzen und eine innere Bremse zu lösen je nach Situation unterschieden werden.

## Begriff
Die sogenannte ‚Innere Bremse’ ist eine Metapher aus dem Betrieb von Fahrzeugen. Die Fahrzeugbremse soll im Verkehr eine gewollte und zuträgliche Geschwindigkeit gewährleisten. Das Werkzeug Bremse bildet dabei das Gegenstück zu dem die Fahrgeschwindigkeit beschleunigenden Gashebel. Mit dem Begriff ‚Innere Bremse’ findet eine Übertragung statt auf den Gefühlsbereich, der von einem entsprechend geschulten Willen und Können reguliert werden soll.

## Bedeutung

### Bremslockerung
Wenn Minderwertigkeitskomplexe und aufwallende Versagensängste ein sinnvolles Verhalten stören und eine Blockade auslösen, ist die innere Bremse zu fest angezogen und muss gelöst werden. So berichten Psychologen aus therapeutischen Seminaren von Frauen, bei denen schon „der Gedanke an die nächste Autofahrt Herzrasen und Schweißausbrüche verursacht.“ Mit der Neigung zu Fahrangst und Panikattacken geht nicht nur eine erhöhte Gefährdung im Straßenverkehr, sondern auch eine erhebliche Einschränkung der Mobilität einher. Hinzu kommt das Empfinden des Makels der Lebensuntüchtigkeit, der das Selbstwertgefühl beeinträchtigt.
Eine innere Bremse zeigt sich im Alltag auch im Verharren in alten Mustern, in der Trägheit und Bequemlichkeit, etwas Neues zu beginnen, in der mangelnden Bereitschaft, eine Herausforderung anzunehmen, was Selbstüberwindung, Anstrengung und Mut erfordert. Sie äußert sich in Denkblockaden, Selbstzweifeln, Selbstbegrenzungen, die eine Aufbruchsmentalität nach Fehlschlägen zunichtemachen. Bei dem Phänomen der ‚Inneren Bremse’ handelt es sich –begriffsentsprechend- nicht um ein Ausbremsen von Wünschen und Handlungsoptionen durch Kräfte und Einflussfaktoren von außen, sondern um Hemmungen, die aus der eigenen Persönlichkeitsstruktur erwachsen und die überwunden werden müssen. Dem Fühlen und Wollen muss ein normales ungestörtes Ausleben gestattet sein. Dazu müssen Blockaden entfernt, muss die innere Bremse gelöst werden.

### Bremsverstärkung
Manche Menschen, Kinder wie Erwachsene, tendieren dazu, bei einem Ärgernis in einen ungezügelten Wutausbruch zu verfallen, der sich in Aggressionen und Sachzerstörungen entladen kann, einer Konstellation, welche die Situation für keinen der Beteiligten verbessert, sondern nur verschlimmert, weil sie dazu angelegt ist, den Konfliktfall zu eskalieren und weiteres „Porzellan zu zerschlagen“. Er behindert eine sachliche Auseinandersetzung mit den Ursachen des Problems und bindet sinnlos Energien, die zu einer vernunftgesteuerten Problembewältigung erforderlich wären. Hier muss die ‚Innere Bremse’ greifen, die den Erregungszustand mildert, die aufwallenden Emotionen im Griff behält, aufkeimende Aggressionen auffängt und so zu einer vernunftgesteuerten Analyse der Sachlage und angemessenen Problemlösung befähigt.
In einer inzwischen überholten Vorstellung von Verkehrserziehung, die Kinder noch als unfertige Erwachsene sah und behandelte, hielt sich lange die irrige Meinung, ‚Kinder haben keine Bremse’. Sie basierte auf einer gravierenden Fehleinschätzung der Fähigkeiten des Kindes sowie der Unkenntnis kindgerechter Lernmethoden. Das führte in der Konsequenz zu der fatalistischen Einstellung, das „Mängelwesen“ Kind sei zu einer Selbstsicherung im Verkehrsleben nicht in der Lage und müsse daher fremdgeschützt werden, - etwa in Form des Elterntaxi.
Die didaktische Wende zu einer „Verkehrserziehung vom Kinde aus“ in den 1970er Jahren baute auf die Lernfähigkeit des Kindes und machte das Kind vom ‚Objekt’ zum ‚Subjekt’ beim Gewinn seiner Verkehrstüchtigkeit und Selbstsicherheit. Es konnte nach einer langen Reihe von Schulversuchen, etwa im Sportunterricht und mit Methoden wie dem Spiel an der „Tabustraße“ oder dem „Lauf-und-Steh-Spiel“, nachgewiesen werden, dass bereits fünf- bis sechsjährige Kinder schon nach kurzem sachkundigem Training sehr wohl in der Lage sind, Bewegungen nicht nur spontan einzuleiten, sondern auch ebenso abrupt zu beenden. Der Didaktiker Siegbert A. Warwitz stellte entsprechend der Entmündigung des Kindes als hilflosem Mängelwesen die These entgegen „Auch das Kind hat Bremsen, wie vielfach nachgewiesen wurde. Es muss nur lernen, sie zu gebrauchen.“
Dieses didaktische Denk- und Praxismodell geht von dem Grundansatz aus, dass Kinder nicht geschont, sondern in ihrer Eigeninitiative gefordert werden wollen und sollten. Es verfolgt gleichzeitig den weitergehenden Erziehungsauftrag, dass schon Kinder lernen müssen, nicht wie in schlechten Filmen bei dem geringsten Unmut gleich auf den Boden zu stampfen, zu schreien oder mit Gegenständen um sich zu werfen, sondern auch das lebhafteste Temperament zu zügeln, das heißt, die innere Bremse zu betätigen.